# School van het Rooklooster

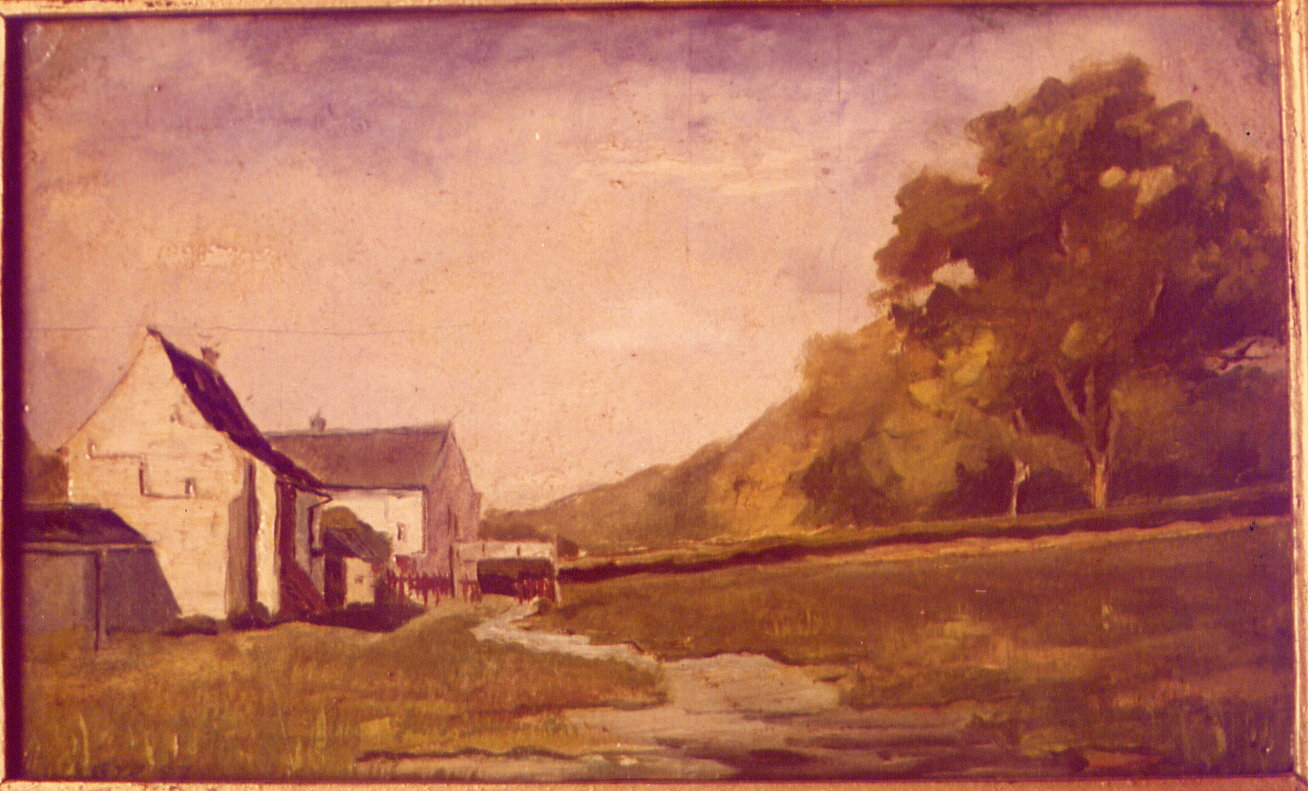
Abdij van het Rooklooster
Schilderij van Gabriel Van Dievoet (1875-1934)

De School van het Rooklooster was een Belgische schildersschool van rond 1900.
Rond 1900 was er een bescheiden schoolvorming van kunstschilders op en rond het oude kloosterdomein van het Rooklooster in Oudergem, in de Brusselse periferie, gesitueerd tussen de Tervuurse Steenweg en de Waverse Steenweg. De grote vijver, het bos, de weiden en de landelijke omgeving met het gebied van de Vallei van de 3 Borren en het Zoniënwoud spraken kunstenaars-landschapschilders sterk aan.
Het was geen echte gestructureerde kunstenaarsvereniging, noch slaat het woord “school” hier op een onderwijsinstelling: de naam slaat enkel op het losse verband van beeldende kunstenaars die in een bepaalde fase van hun carrière allen door de omgeving geboeid waren.
Toch bestond er ooit een "Cercle Artistique du Rouge Cloître". Ze hield in 1917 een tentoonstelling waarvoor Privat Livemont de affiche tekende. Het bestaan ervan lijkt heel kortstondig te zijn geweest.
Tot de “school” worden onder anderen gerekend: Willem Battaille, Gabriel Van Dievoet, Jean-Baptiste De Greef, Maurice Blieck, Alfred Bastien, Louis Clesse, Lucien Frank en Omer Coppens.
(In het Frans heet het kloosterdomein Rouge-Cloître; in het Nederlands komt ook de benaming “Rood Klooster” voor)